# Mesquita de Mihrimah
La mesquita de Mihrimah és una mesquita situada a tocar de les muralles al barri d'Edirnekapı, a Fatih, Istanbul (Turquia).
Malgrat que no existeix cap inscripció de la data de construcció, fou construïda per Sinan entre 1562 i 1565. Mihrimah, filla de Solimà el Magnífic, acabava de perdre el seu espòs Rüstem Paşa, gran visir que donà el seu nom a la mesquita pròxima al basar de les espècies.

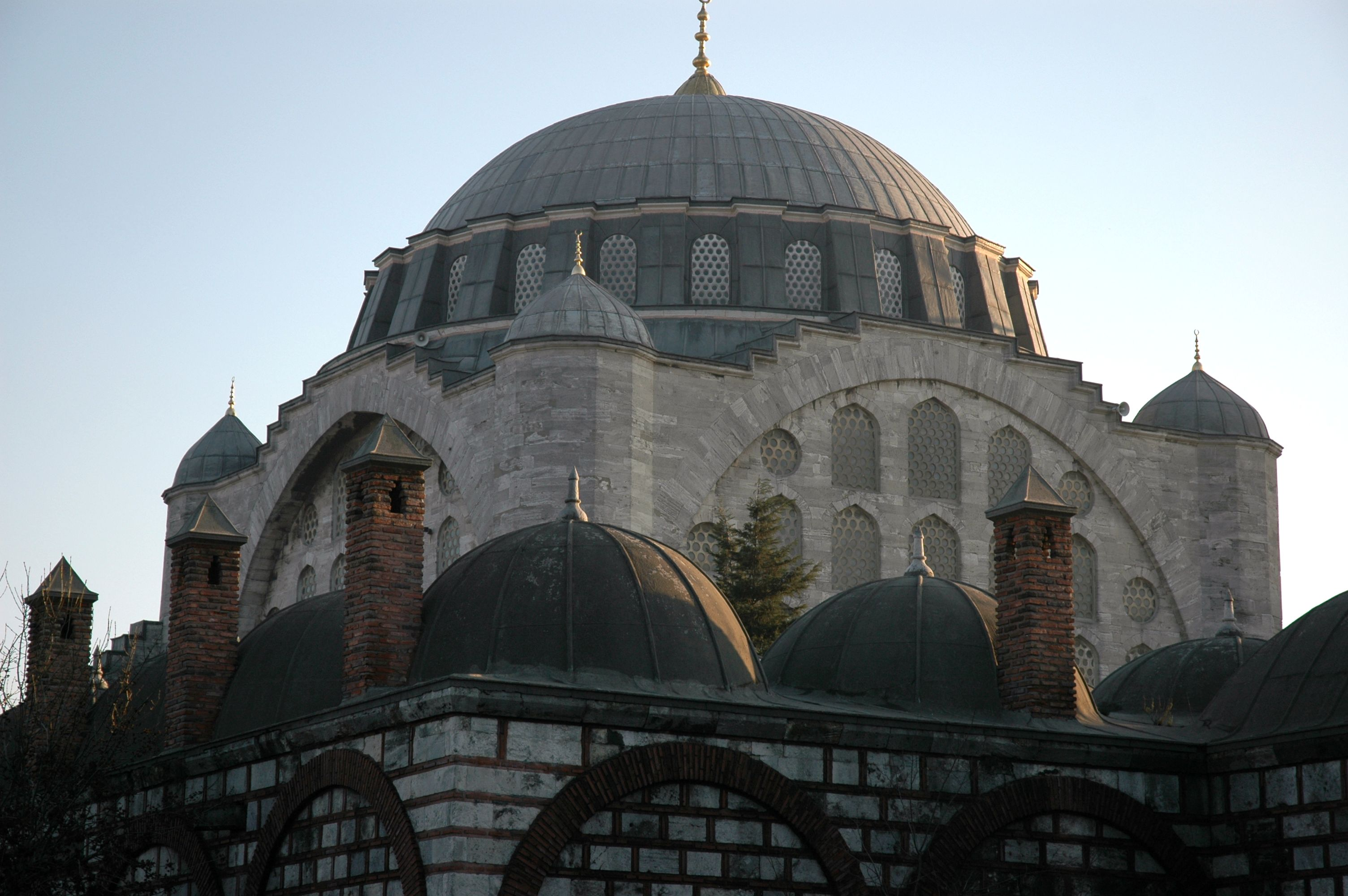
Detall de la cúpula amb les quatre torres que la sustenten

La mesquita s'assenta sobre una plataforma que ocupa el punt més alt de la ciutat. L'edifici és de planta quadrada, amb quatre sòlides torres en cada costat i una cúpula de 37 m d'alçada. L'únic minaret és alt i esvelt i ha estat destruït en dues ocasions pels terratrèmols. La segona vegada, el 1894, el minaret va caure sobre la coberta de la mesquita. Després d'aquest accident s'hi incorporà un estergit, ja al segle xx, a la sala d'oració.
Existeix una sala coberta per set cúpules per als devots. Cada una de les ales laterals de la mesquita està coberta per tres cúpules sostingudes per arcs. La llum que penetra per les vitralls dona una amplitud descomunal a l'interior de la mesquita amb les seves pintures decoratives. Els arcs que sustenten la lògia del soldà estan minuciosament pintats perquè sembli marbre verd i blanc. El minbar de marbre és molt destacable.
Com la majoria de les mesquites del segle xvi, estan comunicats també aquí l'avantpati i les escoles de l'Alcorà. En un mercat cobert, amb 60 tendes, encara es troben parts dels arcs. A prop de la mesquita encara existeix un haman.
Molt a prop de la mesquita es troba la porta Edirne de la muralla de la ciutat, destruïda també l'any 1894 i reconstruïda més tard.

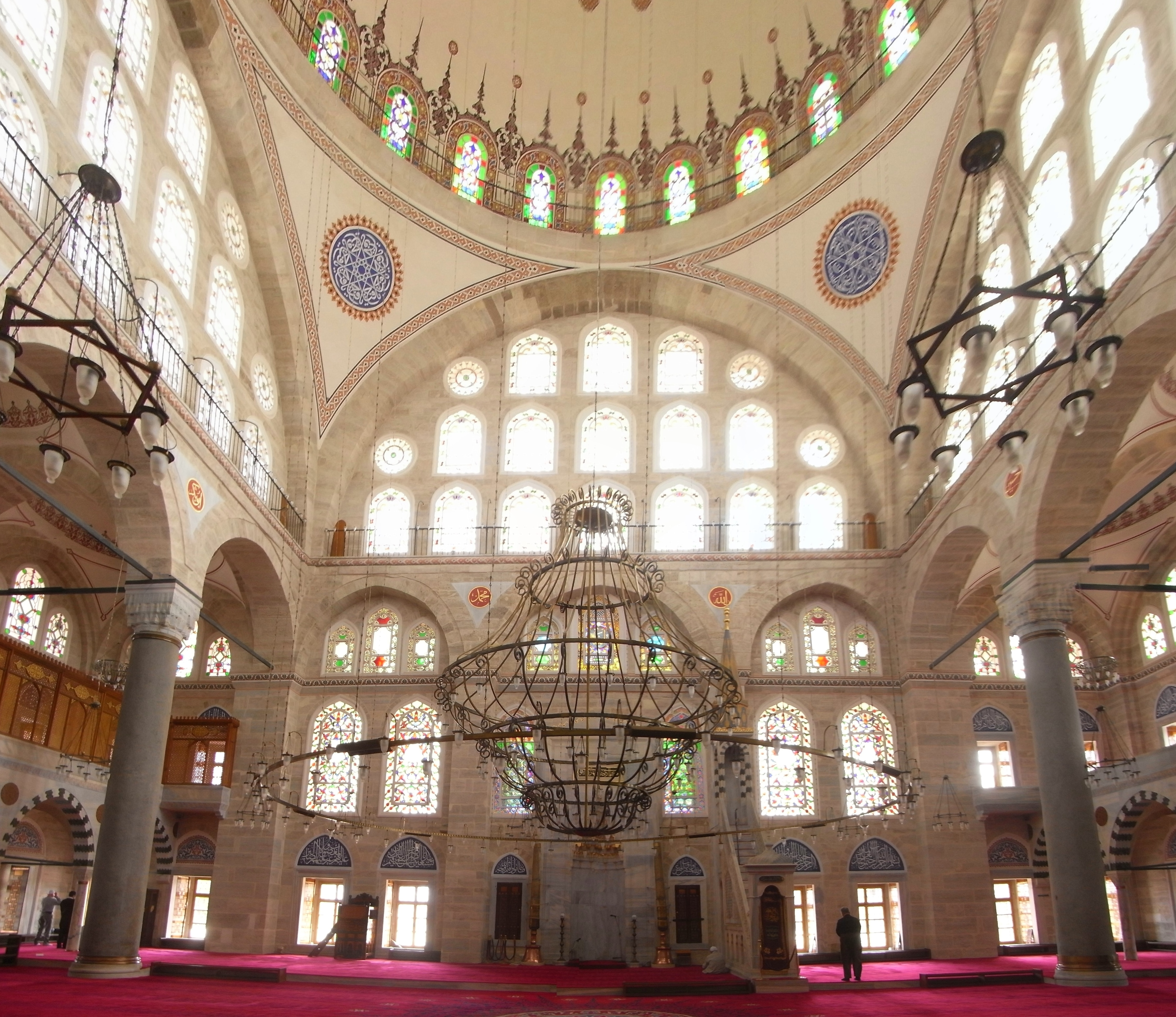
Interior